# Pinturas rupestres de Minshulay

Las pinturas rupestres de Minshulay están ubicadas en un predio agrícola conocido como Pongoya, en la margen izquierda del río Marañón, a 1400 msnm, en el distrito de Chimbán, provincia de Chota, departamento de Cajamarca (Perú). 

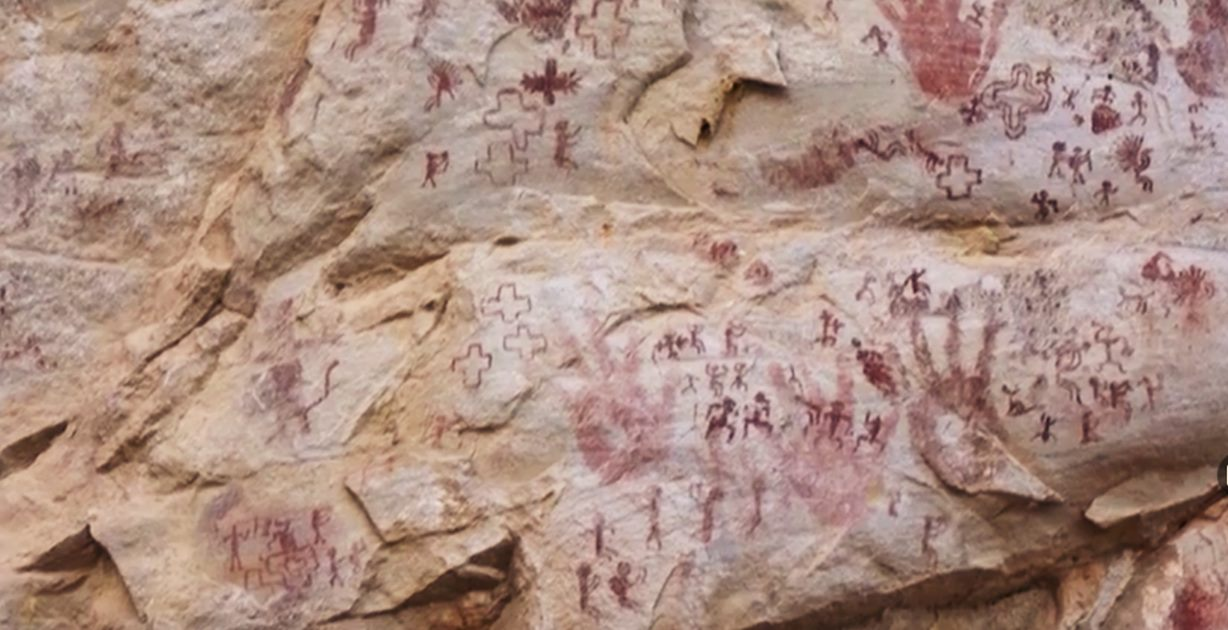

Este sitio arqueológico concentra una gran cantidad de figuras de personas, animales, herramientas, símbolos, manos y representaciones de experiencias vividas por los antiguos nómadas como cazando animales, que dejaban como mensaje o recuerdo para otras personas o generaciones, distribuidas en una pared de roca. Junto a las improntas de las manos existen algunos personajes esquematizados, plasmados en color rojo claro, a diferencia de las manos representadas en color rojo o marrón oscuro.

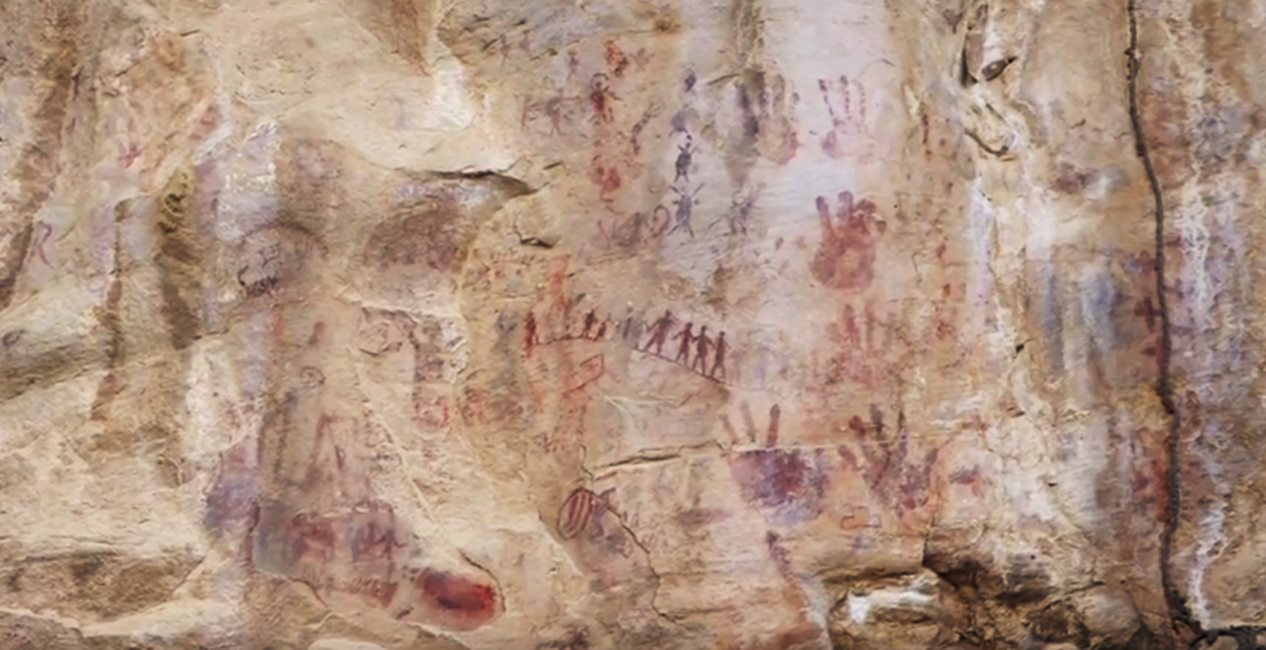

Para llegar a Minshulay, se puede ir por via transitable desde Chimbán al caserío de Pongoya; después, hay una distancia a pie de 20 minutos.
Minshulay se ubica en los paralelos -6.237477, -78.440743.

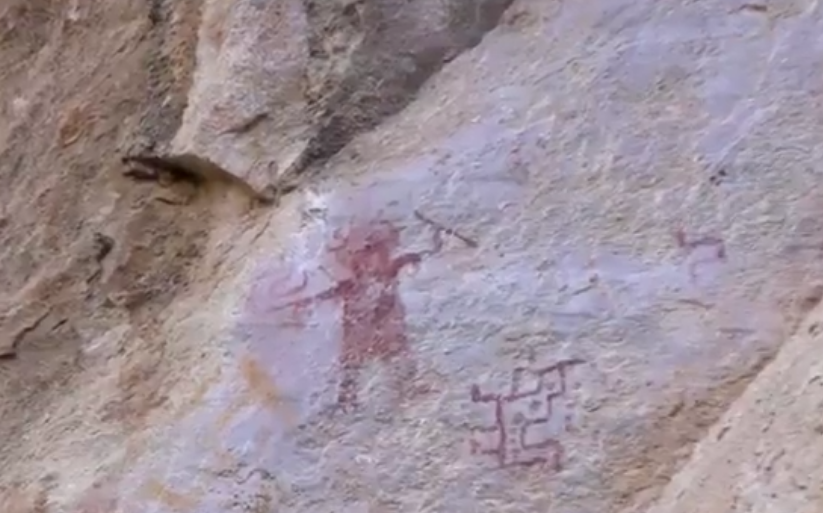